# Hans von Marées
Hans von Marées, nome completo Johann Reinhard von Marées (Elberfeld, 24 dicembre 1837 – Roma, 5 giugno 1887), è stato un pittore tedesco.

## Biografia

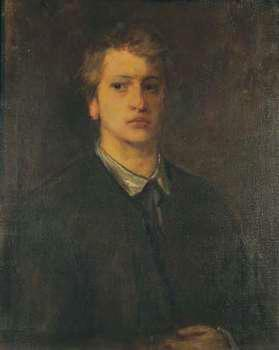
Hans von Marées, Ritratto di Adolf von Hildebrand, ca. 1868.

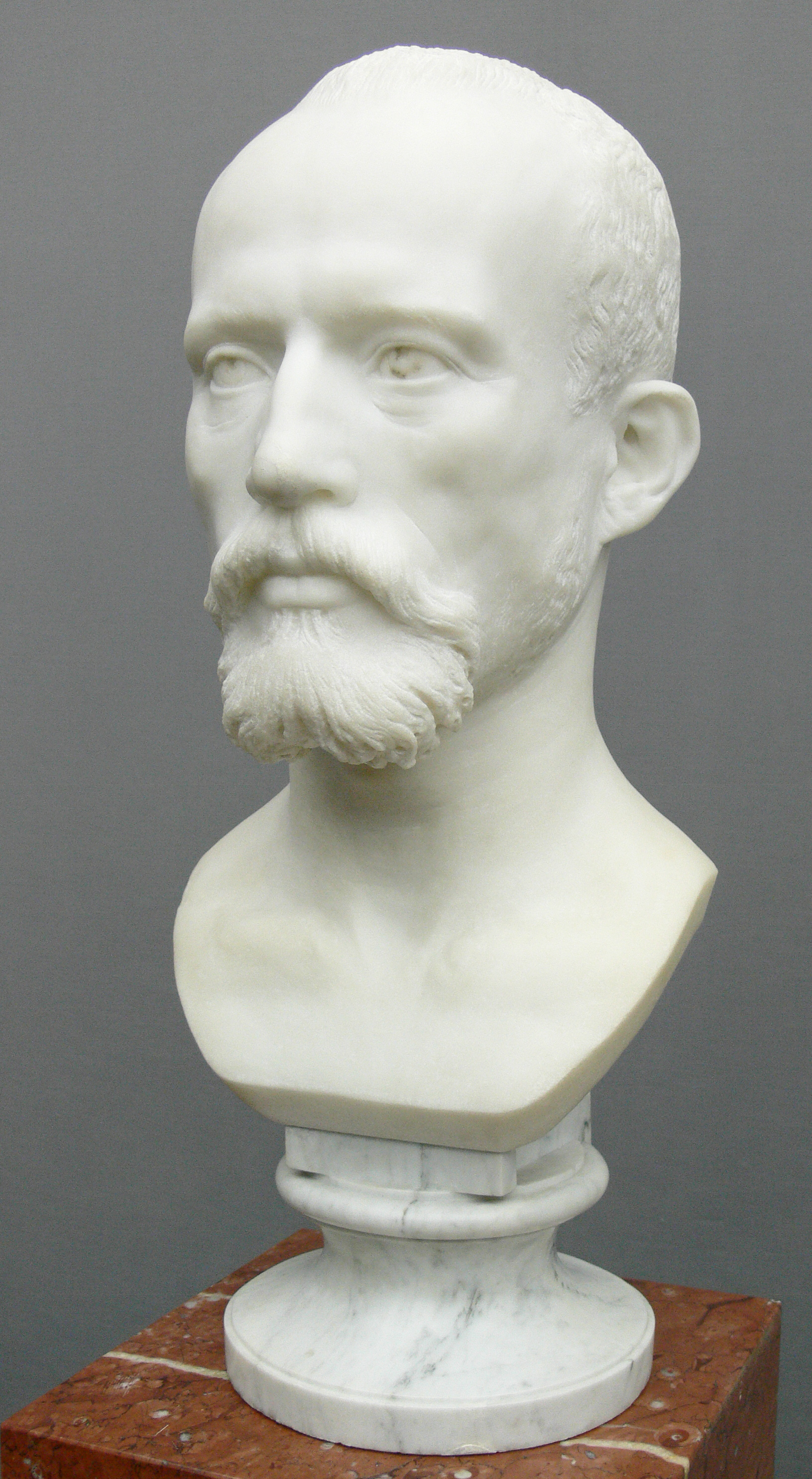
Hans von Marées: busto di Carl Begas jr, 1878

Studiò dal 1853 al 1855 alla Preußische Akademie der Künste di Berlino, dopodiché si trasferì a Monaco.
Nel 1864 Marees fu aiutato ad uscire da una crisi finanziaria da un mecenate, il barone Schack di Monaco, che acquistò uno dei suoi quadri e lo inviò in Italia a copiare i capolavori dell'arte antica.
Tuttavia, insoddisfatto della qualità delle copie, il barone Schack avrebbe rotto con il suo giovane protetto, che fu però sostenuto, a partire dal 1868, da un nuovo mecenate, Konrad Fiedler, che viaggiò assieme a Marées per l'Europa.
In Italia Marées conobbe Adolf von Hildebrand (1847-1921) un giovane scultore e architetto, e se ne innamorò. Quando Hildebrand tornò a Berlino, Marées lo seguì; lì i due artisti condivisero casa e studio.
Arruolato durante la guerra Franco-Prussiana del 1870-1871, Marées visse dopo la fine del conflitto ancora per qualche tempo a Berlino e Dresda. Qui, oltre a molti ritratti e autoritratti, dipinse scene agresti idilliache, vagamente basate sul ricordo del suo soggiorno romano.

## La stazione marina di Napoli

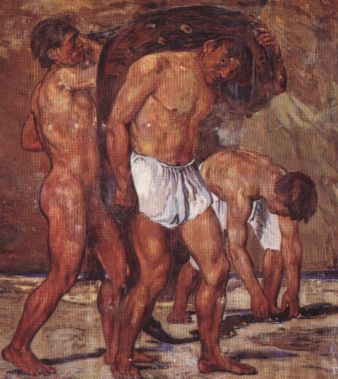
La partenza dei pescatori
Napoli, Stazione Zoologica (1878)

Nel 1873 la coppia di artisti tornò in Italia, dove Marées ricevette la commissione per dipingere quello che è considerato il suo capolavoro, il ciclo di affreschi che decora la biblioteca della Stazione zoologica Anton Dohrn di Napoli, appena costruita. I due artisti lavorarono assieme, collaborando nelle parti dipinte e nelle sculture della stanza.
Marées scelse per la decorazione la vita dei pescatori napoletani attorno a lui, presentando immagini di grande potenza, popolate di figure virili e nudi maschili maestosi e sensuali, nonostante la semplicità delle attività in cui sono intenti. Le opere degli ultimi anni torneranno ancora molte volte al tema del nudo nel paesaggio presentato a Napoli.
Il lavoro richiese quattro mesi. In uno degli affreschi il pittore ritrasse una pergola sotto la quale era seduto, assieme ad altre persone, lui stesso, e accanto a lui sta Hildebrand.
Nel 1873 la coppia si spostò a Firenze, dove Marées divenne amico del pittore romantico svizzero Arnold Böcklin, trasferitosi nella città toscana in quello stesso anno.
La relazione fra Marées e Hildebrand iniziava però a sbiadire, per l'intenzione dello scultore di "rientrare nei ranghi". La rottura fu ritratta nell'opera Die Frau zwischen den beiden Männern (La donna in mezzo a due uomini, 1875): Hildebrand tornò in Germania assieme a una donna, mentre Marées rimase in Italia, dandosi all'insegnamento e collaborando con vari artisti.

## La morte prematura
Marées morì a Roma il 5 giugno 1887, a soli 49 anni, quasi sconosciuto ai suoi contemporanei. La scoperta della sua opera è frutto di una rivalutazione postuma, alla quale ha contribuito anche la critica degli ultimi decenni.
Marées è sepolto a Roma nel cimitero acattolico.

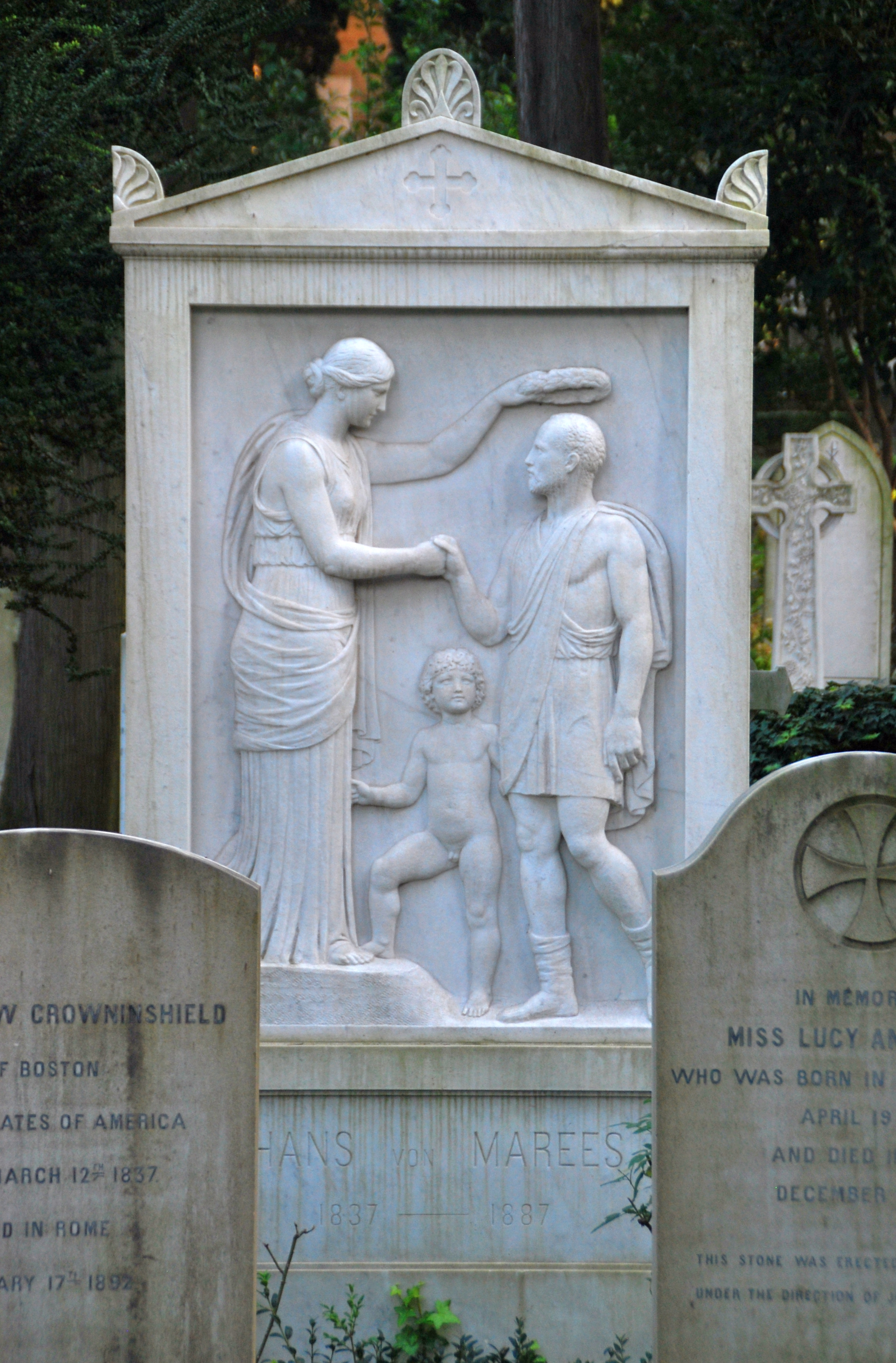
La tomba di Marées a Roma.

## Galleria d'immagini

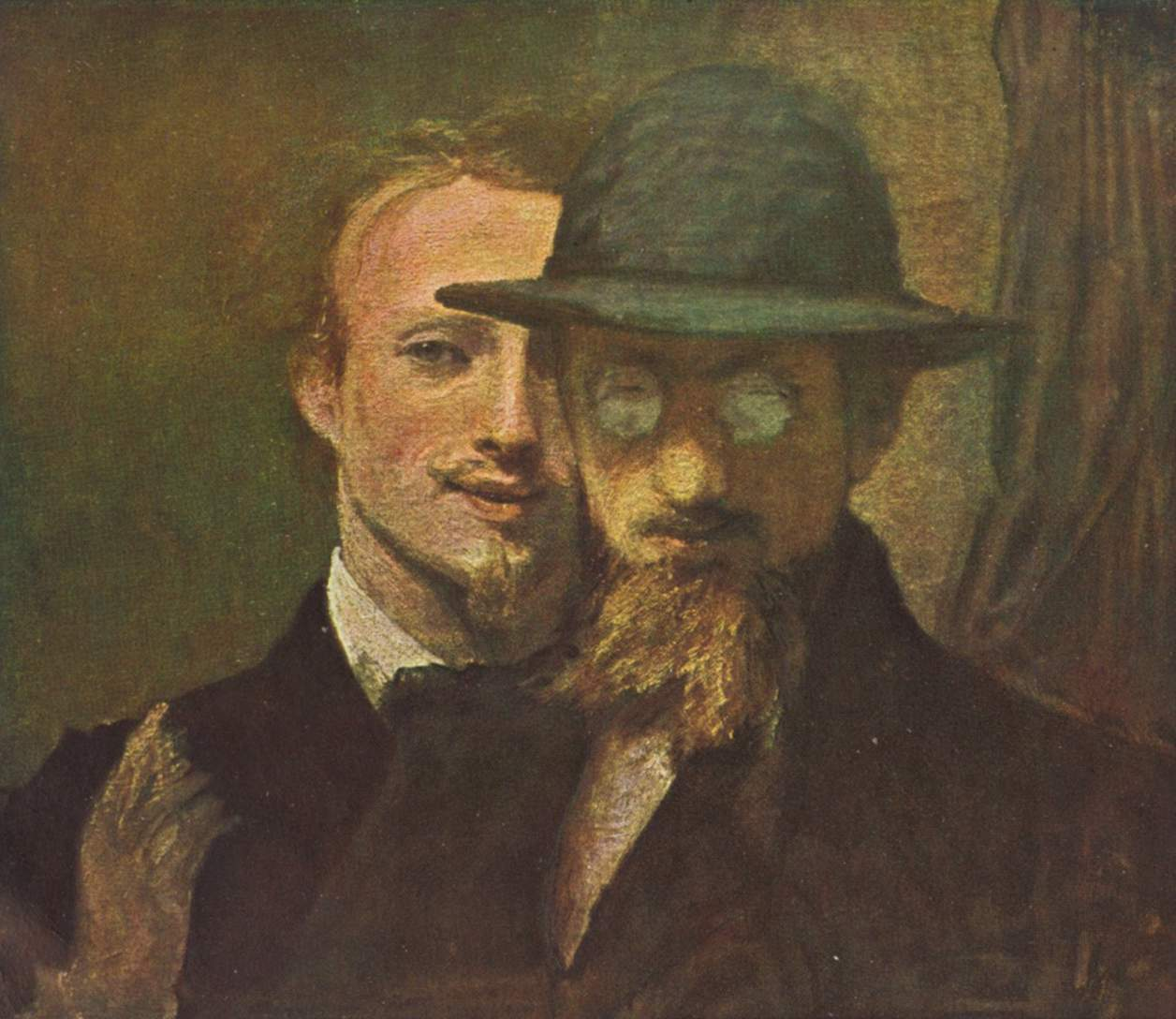
Autoritratto con Franz von Lenbach, 1863.
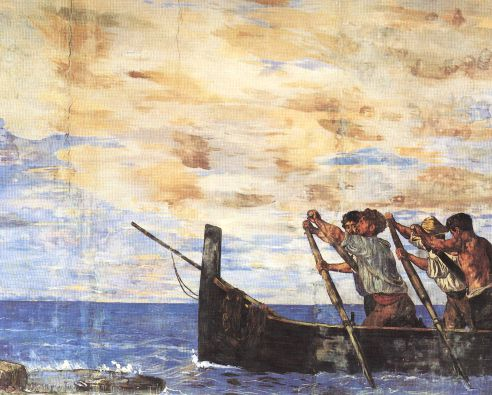
La barca, dall'Acquario di Napoli, 1873.
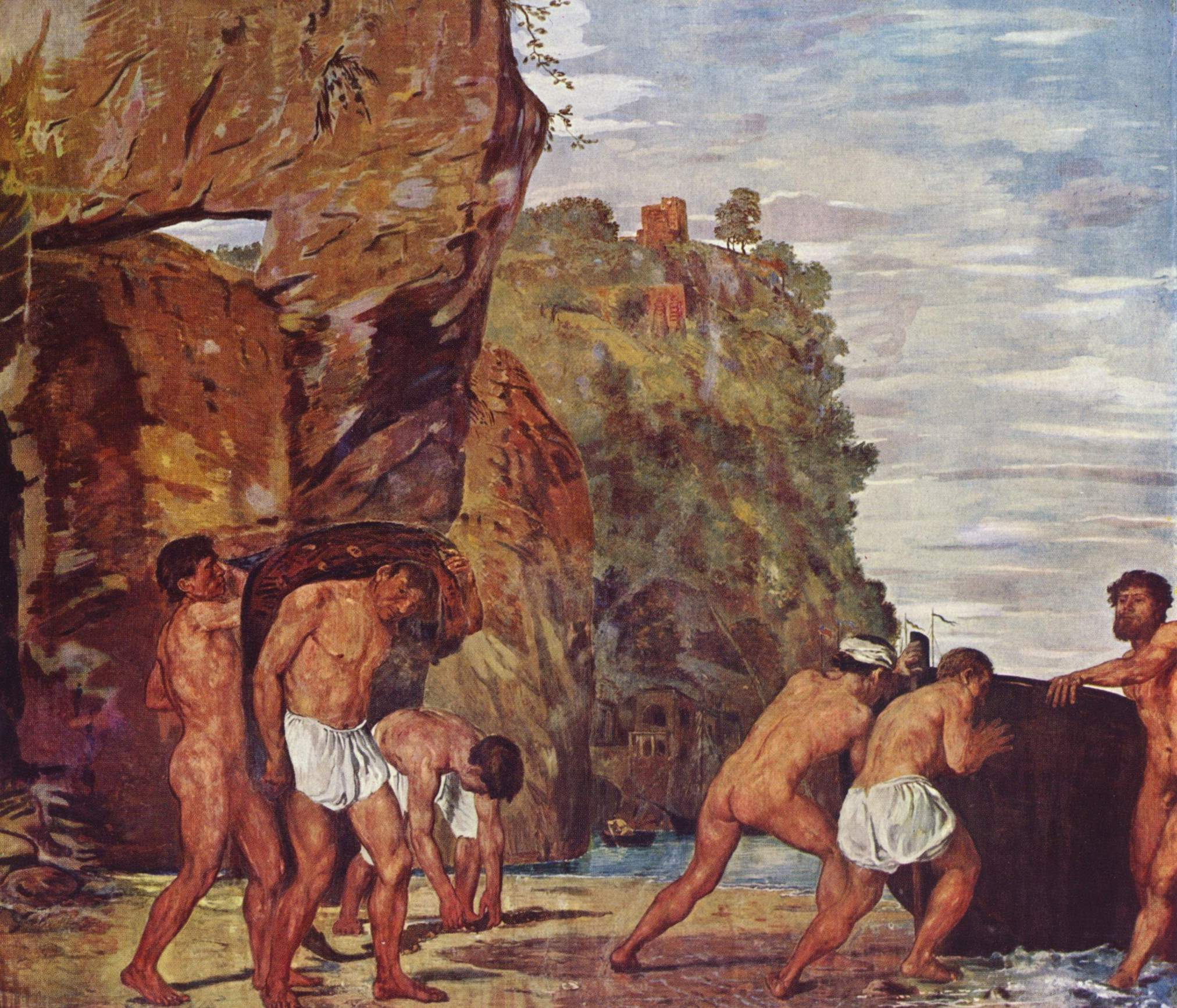
Pescatori, dall'Acquario di Napoli, 1873.
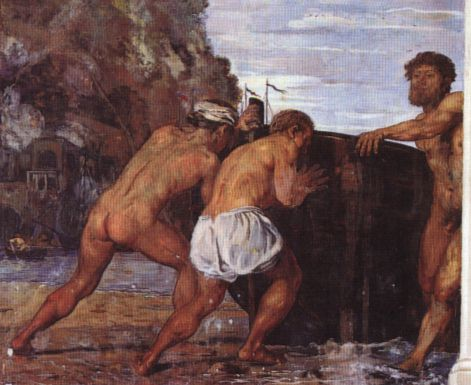
La partenza dei pescatori, dall'Acquario di Napoli, 1873.
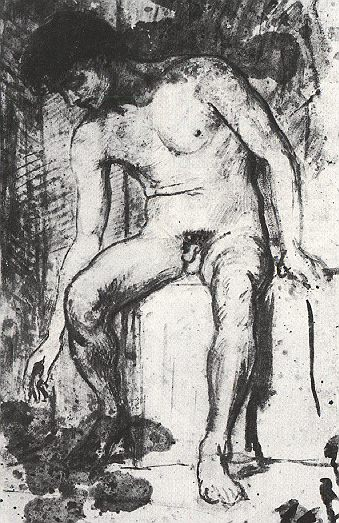
Nudo di uomo seduto (1873-74)
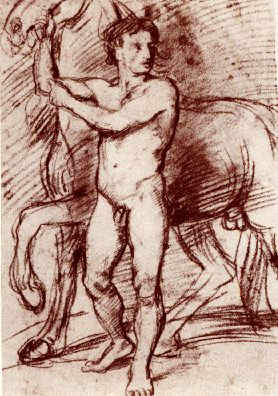
Conducente di cavalli, ca. 1882
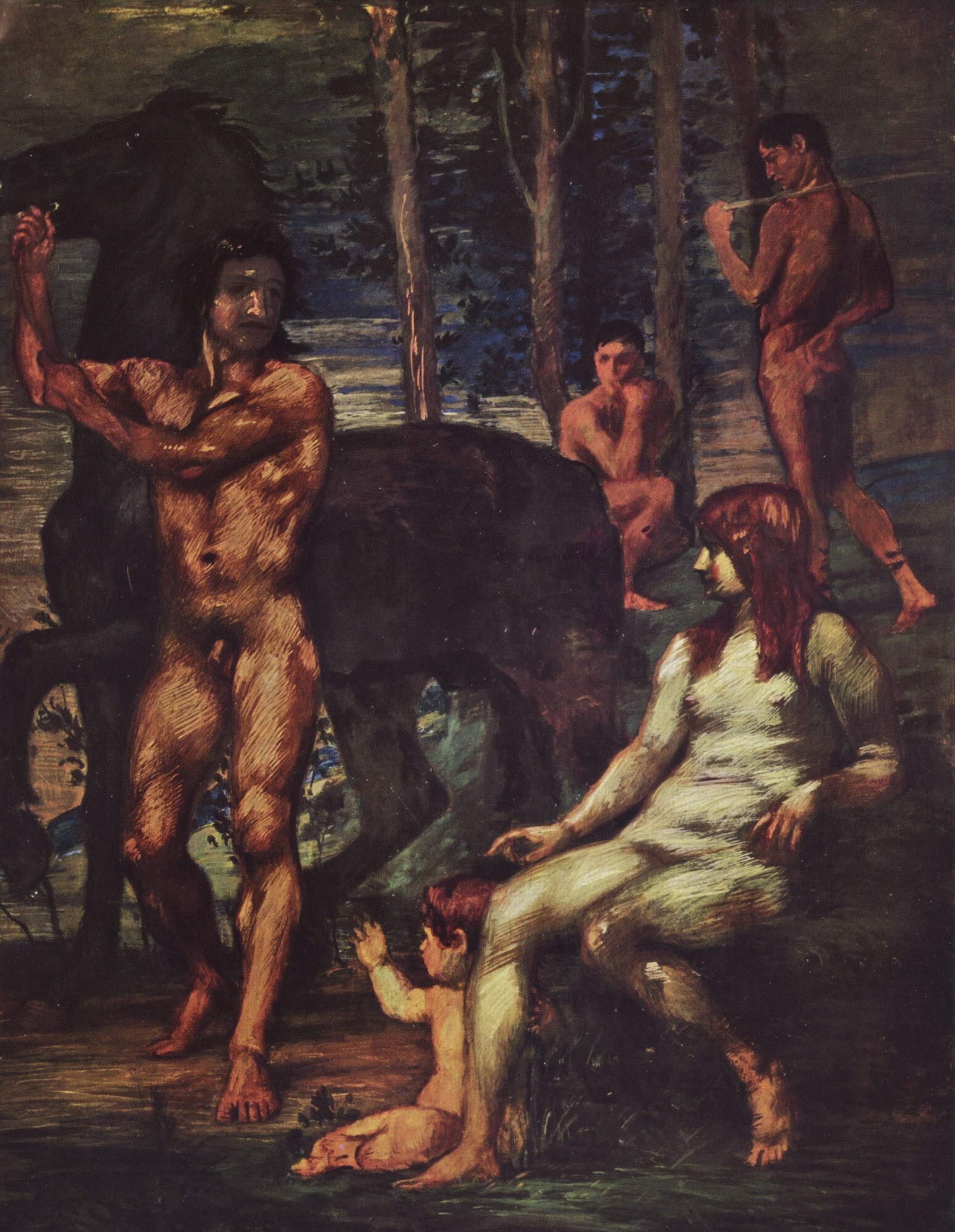
Pferdeführer und Nymphe (Raub der Helena).
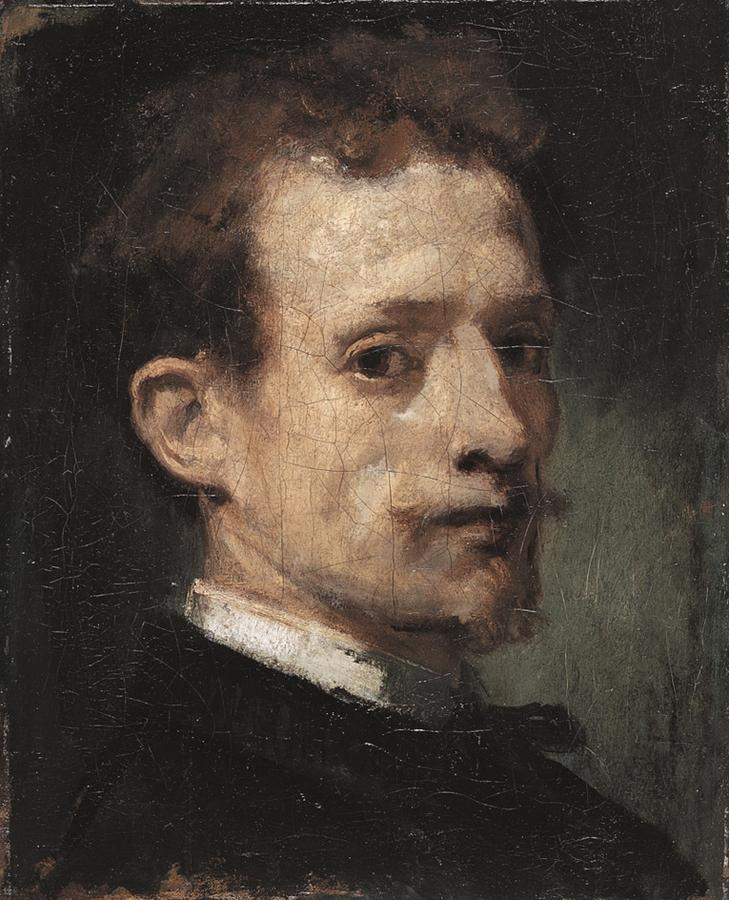
Autoritratto, 1860